# Sykkylven
Sykkylven este o comună din provincia Møre og Romsdal, Norvegia.